# Eugène Ysaÿe
Eugène Ysaÿe (Lieja, 16 de julio de 1858-Bruselas, 12 de mayo de 1931) fue un violinista, compositor y director de orquesta belga. Fue considerado "el rey del violín" o, en palabras de Nathan Milstein, "el zar".

## Biografía

### Primeros años
Comenzó a estudiar violín con su padre, a los cinco años; posteriormente, consideraría estas lecciones como el fundamento de todo lo que sabía sobre su instrumento. Dos años después, ingresó en el conservatorio de su ciudad natal, Lieja, donde estuvo bajo la tutela de Désiré Heynberg, aunque poco después se le sugirió que se retirara debido a su falta de progresos; debe tenerse en cuenta que al mismo tiempo, el joven Eugène debía tocar a tiempo completo en dos orquestas locales, una de ellas dirigida por su padre. A pesar de esto, continuó estudiando por su cuenta y ampliando su repertorio. A los doce, Henri Vieuxtemps lo tomó como alumno, supuestamente tras escuchar tocar al muchacho mientras pasaba por la calle frente a su casa, y consiguió su reintegración en el conservatorio, bajo la dirección del asistente de Vieuxtemps, el también notable violinista Henryk Wieniawski. Haber estudiado con estos maestros pone a Ysaÿe en la así llamada escuela Franco-Belga del violín, que se remonta al desarrollo del moderno arco de violín por François Tourte.

### Carrera temprana
Después de graduarse en el Real Conservatorio de Lieja, Ysaÿe fue primer violín de la orquesta de Benjamin Bilse, que después se convertiría en la Filarmónica de Berlín. Muchos músicos de influencia asistían regularmente a los conciertos, e Ysaÿe atrajo la atención, entre otros, de Joseph Joachim, Franz Liszt, Clara Schumann y Anton Rubinstein, quien pidió que se liberara a Ysaÿe de su contrato para que pudiera acompañarlo de gira. 
Cuando Ysaÿe tenía veintisiete años, fue recomendado como solista para uno de los Conciertos Colonne, en París, que fue el comienzo de su gran éxito como concertista. Al año siguiente, fue nombrado profesor en el conservatorio de Bruselas, en su Bélgica natal. Así comenzó su carrera como profesor, que sería una de sus ocupaciones principales aún después de dejar el conservatorio en 1898, hasta sus últimos años de vida. Entre sus pupilos más respetados se cuentan Josef Gingold, que llegó a ser director de la orquesta de Cleveland y profesor en la Universidad de Indiana; el virtuoso de la viola William Primrose; el virtuoso del violín Nathan Milstein (aunque este estudió principalmente con Pyotr Stolyarsky); Louis Persinger, Alberto Bachmann; Mathieu Crickboom, Jonny Heykens; Charles Houdret; Jascha Brodsky y Aldo Ferraresi.
Durante su profesorado en el conservatorio, Ysaÿe continuó haciendo giras que incluyeron toda Europa, Rusia y los Estados Unidos. A pesar de problemas de salud, especialmente en relación con sus manos, Ysaÿe consiguió labrarse una gran reputación como virtuoso, y muchos prominentes compositores le dedicaron obras, particularmente Claude Debussy, Camille Saint-Saëns, César Franck y Ernest Chausson. Arregló para violín y orquesta el Étude en forme de valse de Saint-Saëns, que fue originalmente compuesto para piano. 
Mención especial merece la sonata para violín en la mayor, de César Franck, escrita como regalo de bodas por el compositor para Ysaÿe y su esposa, que el violinista incluyó siempre en sus programas, a partir de entonces; y el Poème de Chausson, que fue escrito a pedido del violinista. Joseph Szigeti consideraba estas dos dedicatorias como especialmente significativas del respeto que mereció Ysaÿe entre sus contemporáneos. 
En 1886 estableció el Cuarteto Ysaÿe, que estrenó el cuarteto de cuerdas de Debussy.
En 1894  se presentó en EE. UU. De 1886 a 1898, trabajó de profesor en el Real Conservatorio de Bruselas. Sus alumnos más prestigiosos fueron Josef Gingold, William Primrose, Louis Persinger, Irma Sèthe, Alberto Bachmann y Mathieu Crickboom. En 1918, y hasta 1922, aceptó el puesto de director permanente de la orquesta de Cincinnati.
Sus instrumentos personales fueron: primero, un Stradivarius, el Hércules, que fue robado después de un concierto en Rusia; y un Guadagnini. Después, un Guarnerius del Gesù (que después perteneció a Isaac Stern).
Se convirtió en el consejero musical de la Reina Isabel de Bélgica. El concurso creado por la reina, que llevaba su nombre, fue nombrado en 1951 Concours musical international Reine-Élisabeth-de-Belgique (CMIREB) (concurso musical internacional Reina-Isabel-de-Bélgica). Poco antes de morir, pudo oír desde su cama del hospital el estreno de su última obra, una ópera en lengua valona: Pier li Houyeu. Pudo también dirigirse al público del Teatro Real de Lieja, mientras que su retrato era proyectado en una gran pantalla.
Eugène Ysaÿe fue elegido como uno de los Cien Valones del siglo, por el instituto Jules Destrée, en 1995.

## Familia
- Théo Ysaÿe (Verviers, 1865 - Niza, 23 de marzo de 1918): hermano de Eugène, pianista y compositor, hizo sus estudios musicales en Lieja, Berlín y París. De salud débil no podía seguir el ritmo de las giras con su hermano y se dedicó a la composición. Fue profesor del conservatorio de Ginebra, produciendo numerosas obras poco editadas.
- Marc Ysaÿe: bisnieto de Eugène y batería del grupo Machiavel y director de programas de Classic 21, una de las radios de la RTBF (Radio-Télévision belge de la Communauté française).

## Obras

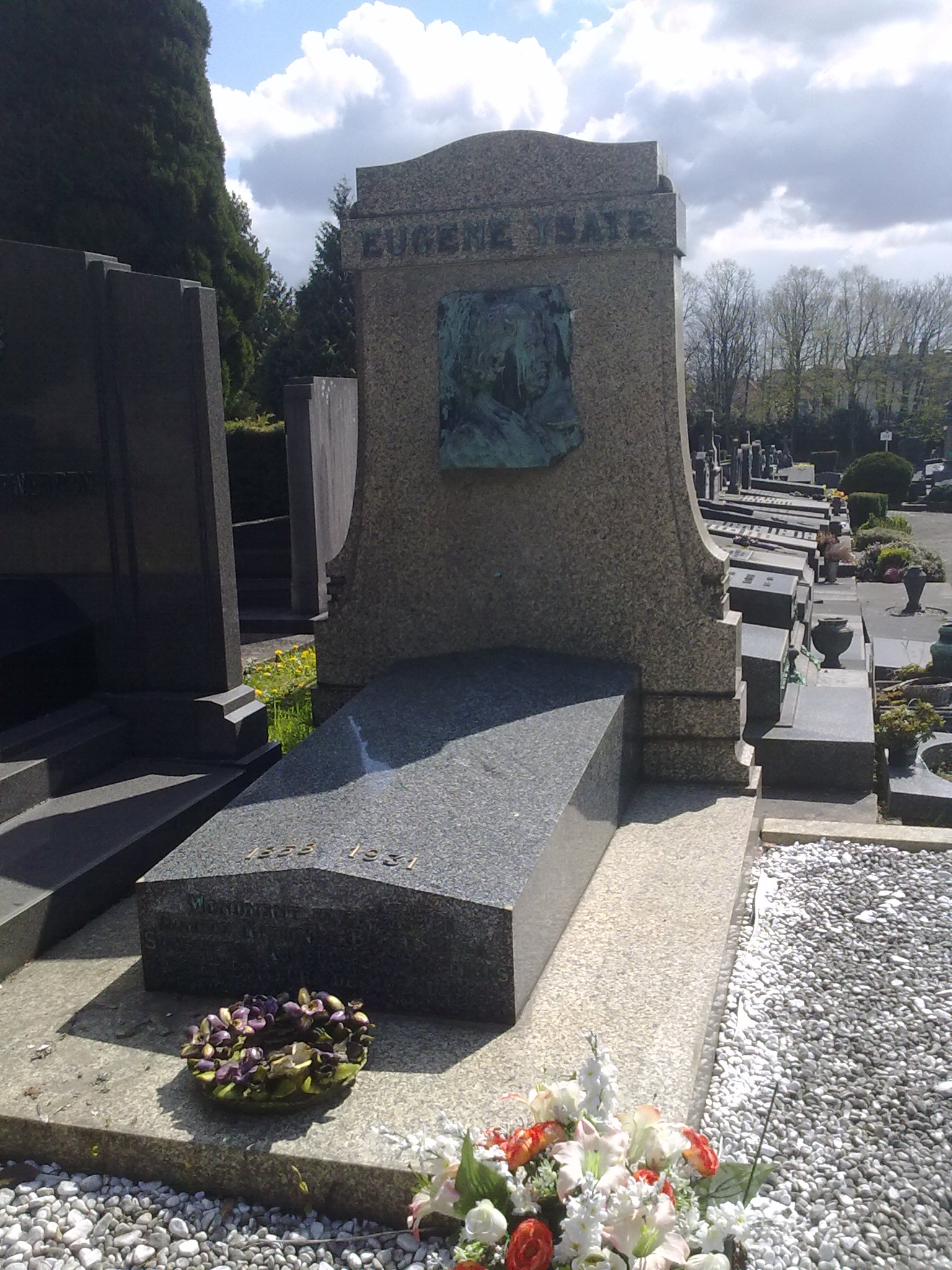
Sepultura de Eugène Ysaÿe

- Seis Sonatas para violín op 27 dedicadas a grandes compositores y violinistas según su estilo:
  - Sonata 1: Joseph Szigeti
  - Sonata 2: Jacques Thibaud
  - Sonata 3: George Enescu
  - Sonata 4: Fritz Kreisler
  - Sonata 5: Mathieu Crickboom (su alumno favorito)
  - Sonata 6: Manuel Quiroga Losada
- Una sonata para 2 violines (dedicada a la reina Isabel de Bélgica)[4]
- Sonata para violonchelo solo, op 28
- Numerosos poemas para violín y orquesta (por ejemplo: "poème élégiaque", "chant d'hiver" o "les neiges d'antan".
- Una fantasía para violín y orquesta
- Un divertimento, op 24
- Una ópera: Pier li Houyeu (Pedro el minero)

Debilitado por la diabetes no pudo terminar su segunda ópera: L’avièrge di pièr (La virgen de piedra).
- Legende Norvegienne para violín y piano.

Esta composición previamente desconocida y redescubierta por la Section de Música de la Biblioteca Real de Bélgica fue escrita en la primavera de 1882 por el violinista durante una gira en Noruega, donde se reunió con Edvard Grieg. La pieza, que había permanecido en forma manuscrita desde el final del siglo XIX, se recreó el 17 de octubre de 2014 durante el concierto de apertura de la temporada 2014-2015 "Tesoros musicales de la Biblioteca Real de Bélgica" por el violinista Marc Bouchkov y el pianista Georgiy Dubko.

## Fondo Eugène Ysaÿe
Formado a partir de una donación de la familia en 2007 y las compras anteriores que abarcan poco menos de cuatro décadas, el fondo Eugène Ysaÿe, conservado en la Sección de Música de la Biblioteca Real de Bélgica es una fuente documental fundamental para el estudio de la vida y obra del músico, con cerca de 700 cartas y partituras autógrafas, y más de 1000 obras impresas, una rica documentación iconográfica y unos cincuenta discos de 78 rpm y 33 rpm, y 4 rollos de película. Un hermoso conjunto de partituras manuscritas e impresas se almacena en la Juilliard School de Nueva York. La biblioteca del Real Conservatorio de Música de Lieja también conserva un gran lote de varios manuscritos, cuyo inventario está disponible a través de su catálogo en línea.